# Alice Recoque
Alice Recoque (nascuda Arnaud; Sersell, Algèria, 29 d'agost de 1929 - Ballainvilliers, l'Essonne, 28 de gener de 2021) va ser una científica informàtica, enginyera i especialista en arquitectura informàtica francesa. Va treballar en els dissenys de miniordinadors a la dècada de 1970 i va dirigir investigacions centrades en la intel·ligència artificial.

## Formació
Alice Arnaud va cursar a l'École supérieure de physique et de chimie industrielles el 1954 el títol d'enginyeria.

## Carrera
Va començar a treballar a la Société d'électronique et d'automatisme (SAE) l'any 1954. A SAE va treballar en les memòries bàsiques de CAB1101. El 1956 Alice Recoque i Françoise Becquet van començar a dissenyar el miniordinador CAB 500, el primer ordinador d'escriptori conversacional, sota la direcció d'André Richard i François-Henri Raymond. L'ordinador es va llançar el 1960. El CAB500 era un miniordinador francès de baix cost, el propòsit del qual era fer càlculs científics complexos. També va treballar a l'ordinador industrial CINA i va codirigir el projecte CAB 1500, relacionat amb les màquines de llenguatge Algol.

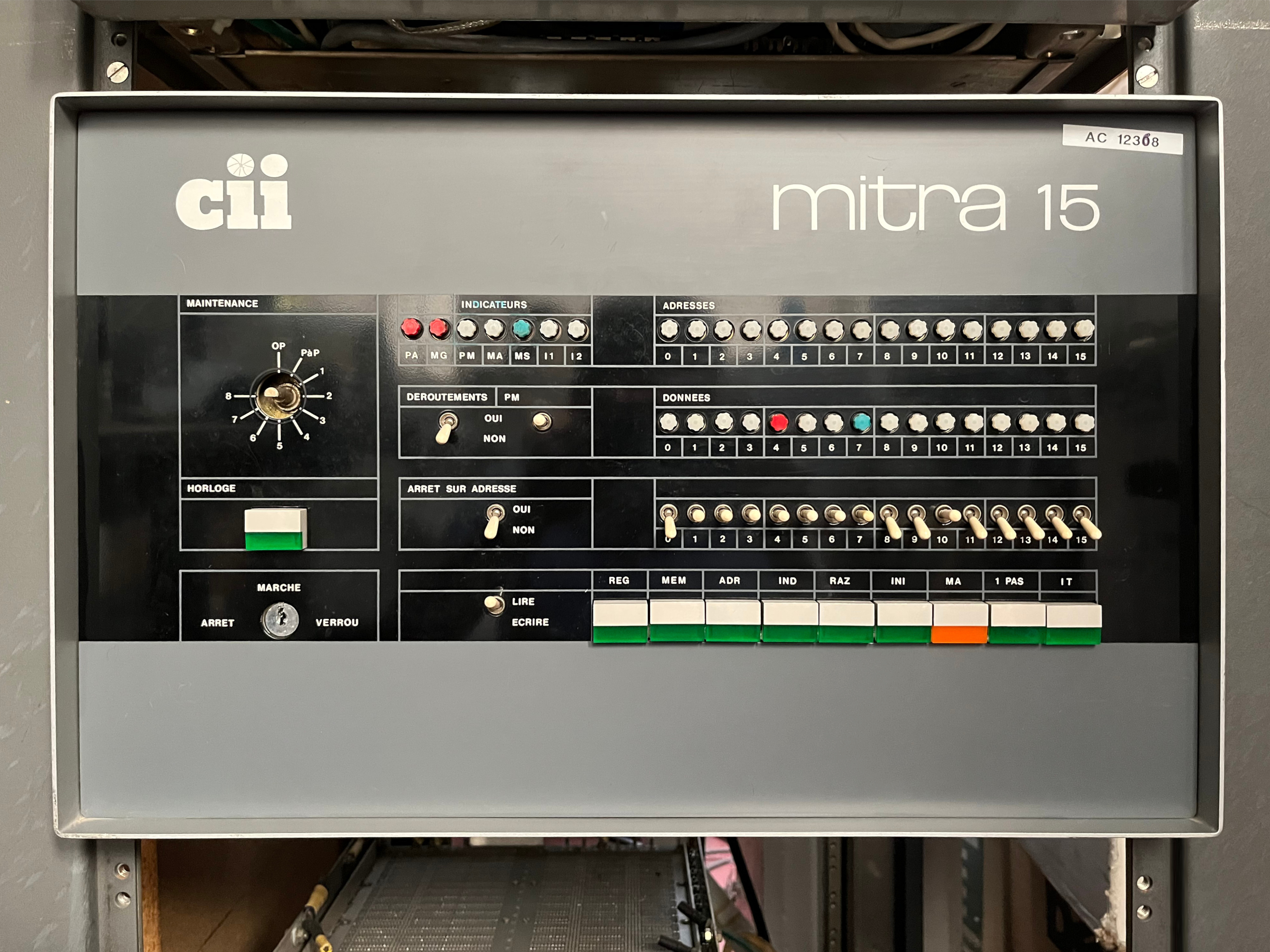
El miniordinador Mitra 15, dissenyat per Alice Recoque i el seu equip

Després de la fusió de SAE i CAE, l'any 1966 va néixer la Compagnie internationale pour l'informatique (CII). Va continuar la seva feina a CII treballant en el disseny d'ordinadors Mitra. El primer disseny, Mitra 15, es va llançar l'any 1971. Tant el Mitra 15 com el CAB500 van ser èxits comercials a França. Només s'hi va quedar uns mesos, perquè algunes característiques del projecte, interessants en si mateixes, no s'adaptaven a les necessitats del CII. A més, les necessitats d'aquests últims en l'àmbit dels petits ordinadors són cada cop més clares i es demana a Alice Recoque que les concreti desenvolupant un projecte. El mercat objectiu és el de les aplicacions industrials i científiques, destinades a completar la gamma d'ordinadors mainframe IRIS, molt orientada a les aplicacions de gestió.
L'any 1978 va participar en la reunió que va fundar la Comissió Nacional de Processament de Dades i Llibertats. Va expressar la seva preocupació i la necessitat d'establir una salvaguarda contra« l'augment del poder de vigilància de les empreses i els Estats».
Va dirigir el Groupe Bull al CII. L'any 1985 el Groupe Bull es va centrar en la recerca de màquines altament paral·leles i intel·ligència artificial. Aquest projecte, amb el nom en clau Q0, és adoptat per la direcció de l'empresa i donarà lloc a la gamma Mitra. Alice Recoque és nomenada cap d'investigació i desenvolupament de la divisió «Small Computers and Associated Systems» del CII i lidera el projecte Mitra 15 fins a la seva industrialització. Durant aquest període va ajudar a desenvolupar el llenguatge KOOL (llenguatge orientat a objectes de representació del coneixement) amb la seva implementació a Lisp.
Després de l'absorció de CII per Honeywell-Bull, Alice Recoque, que porta a terme investigacions sobre arquitectures massivament paral·leles, especialment en multimicroprocessadors, esdevé la responsable de les relacions amb la recerca i l'educació superior. En aquesta qualitat de responsable, a més dels aspectes funcionals d'aquestes relacions, participa en jurats o gestió de tesis. L'any 1982 va ser nomenada membre de la Comissió Informàtica del Comitè Nacional d'Investigació Científica, que defineix la política del CNRS en aquest sector. Va ser escollida per escriure el capítol sobre arquitectura d'ordinadors a la publicació de referència Techniques de l'ingénieur.
El gener de 1985, el Groupe Bull la va nomenar directora de la missió «Intel·ligència Artificial». Va ampliar el concepte, fins aleshores limitat a aspectes de la programació informàtica, a tots els mètodes i tècniques destinades a estudiar el comportament humà per entendre'l i reproduir-lo. Durant aquesta missió, feta en estreta col·laboració amb organismes públics de recerca, com l'Institut Nacional de Recerca en Informàtica i Control (Inria), Alice Recoque, liderant l'estratègia que va mobilitzar més de 200 persones, va definir la gamma de productes a ser desenvolupats per Bull per tal de proposar una oferta coherent en l'àmbit de la intel·ligència artificial. Aquests inclouen el desenvolupament d'una gramàtica a Prolog II destinada a comprendre escrits formulats en llenguatge natural (en francès), el disseny del llenguatge orientat a objectes de representació del coneixement (KOOL), desenvolupat a Lisp per a màquines Bull SPS-7 (derivat de la CNET's SM-90) i destinat a la representació del coneixement, i diversos sistemes experts.
El 1989, Alice Recoque va ser nomenada membre associada del Conseil Général des Ponts et Chaussées. L'any 1993 aquest nomenament es va renovar per tres anys.
Va ser ponent a l'Associació Europea de microprocessament i microprogramació l'agost de 1975.
Alice Recoque va crear i ensenyar estructura informàtica a ISEP durant molts anys. També va ensenyar informàtica en altres escoles, com l'Ecole Centrale de Paris, Supélec i l'Institut Catholique de Paris.

## La gamma d'ordinadors Mitra

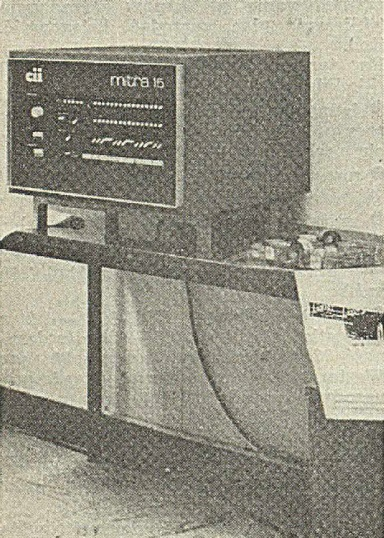
El Mitra 15

L'objectiu del projecte Mitra era competir amb els nous minis, com el PDP-11 de Digital Equipment Corporation i Data General Nova. Aquesta gamma incloïa diversos models, primer el Mitra 15 (Mitra 15-20 i Mitra 15–30) llançat el 1972; després el Mitra 125, dissenyat per un nou equip el 1975, amb capacitats de direcció ampliades, i finalment el Mitra 225. En total, es van vendre prop de 8.000 Mitra 15, alguns dels quals encara estaven en ús a finals de la dècada de 1990.
Apreciat pel seu rendiment, robustesa i fiabilitat, el Mitra 15 fou dissenyat des del primer moment per ser adaptable a una àmplia gamma d'aplicacions, gràcies a un innovador sistema de firmware, o microprogramari. Destinat al control de processos industrials o a la informàtica científica, es va adaptar ràpidament a la transmissió de dades, ja fos en sistemes propietaris CII i Unidata o com a node a la Xarxa CYCLADES i a l'educació secundària (amb l'experiment anomenat «58 instituts»).

## Reconeixements
El 1979 va rebre l'Orde national del Mèrit, en el grau de Cavaller.
El 1985 va ser promoguda a Oficial de l'Orde national del Mèrit.
El 2016 es va convertir en membre d'honor de la Société informatique de França.
Segons Pierre-Eric Mounier-Kuhn, historiador de la informàtica, l'obra d'Alice Recoque ha tardat a ser reconeguda perquè es parla poc dels enginyers a França i perquè és una dona, cosa que explicaria també la batalla que s'ha de lliurar «per evitar que la Viquipèdia esborri l'article sobre Alice Recoque».

## Patents (llista no exhaustiva)
Alice Recoque és propietària de moltes patents, que enregistrà des de l'inici de la seva vida professional, sola o en col·laboració amb altres:
- Circuits amb nuclis magnètics saturables , patent adquirida el 3 de maig de 1956.
- Circuits de transferència i manipulació d'informació binària, patent sol·licitada el 31 de desembre de 1956.
- Circuits de commutació amb nuclis magnètics, patent sol·licitada el 5 de febrer de 1957.
- Dispositius de commutació de nucli magnètic, Electronique & Automatisme,14 de juny de 1966
- Sistema de processador de dades acoblat perifèrics múltiples. Companyia Internacional d'Informàtica, 23 d'octubre de 1973 .
- Aparell jerarquitzat d'encadenament de tasques prioritàries en sistemes de processament d'informació. Compagnie Internationale Pour l'Informatique, 20 de novembre de 1973.
- Sistema de tractament de dades biprocessador que inclou control automàtic dels intercanvis amb equips externs i operació de manteniment activada automàticament, 15 de març de 1977.
- Sistema de gestió coherent d'una jerarquia de memòries, Cii 7 d'octubre de 1977: FR2344093-A1.

## Publicacions
- A. Recoque i F. Becquet, CAB 500: petite calculatrice arithmétique scientifique, Chiffres, tom 2, no 2, 1959.
- Microprogramming in a Small Computer, NATO Advanced Summer School on Microprogramming, St. Raphael, France, agost 1971.
- (en), «Survey of Main Trends in Computer Hardware Architecture», aː Simon H. Lavington, North-Holland/International Federation for Information Processing, 1980, p. 115-125
- A. Recoque, Structure interne des ordinateurs, Techniques de l'ingénieur. Informatique, 1984
- «Qu'est-ce que l'intelligence artificielle?», aː I.A. et bon sens, Paris, coll. F.R. Bull, 1991, p. 93
- Danzin A., S. Allén, H. Coltof, A. Recoque, H. Steusloff, and M. O'Leary, Eurotra Programme Assessment Report (Rapport Danzin), Commission of the European Communities, març 1990.
- Towards a european language infrastructure Report by A. Danzin and the Strategic Planning Study Group for the Commission of the European Communities, 1992 (A. Recoque)
- «Miria a validé l'ordinateur personnel avant qu’IBM ne le découvre», Code source, no 3 «Année 1969», 22 de gener de 2007
- Alice Recoque, «Microprogrammation et machines virtuelles», Journées d'étude sur les recherches en structures de machine et architecture des systèmes, rennes, 13-14 novembre 1972
- Alice Recoque, «Architecture multiprocesseur», Journées d'études sur les structures dépendant d'un groupement de multiprocesseurs, Saint-Pierre de Chartreuse, 22-23 novembre 1973
- Alice Recoque, «Le multiprocessing pourquoi et comment?», Section française «Computer» de l'IEEE, març 1976
- Alice Recoque, «Mitra 15 an example of handling peripherical unit by specific multiprogramming», Special Review of Euro-Micro, abril 1976
- Alice Recoque, «Architecture à processeurs composants», Congrès AFCET, Gif-sur-Yvette, novembre 1976